# Tadeusz Borzęcki
Tadeusz Marian Borzęcki (ur. 3 lutego 1877 w Warszawie, zm. 10 października 1964) – polski doktor medycyny, ftyzjatra, urzędnik ministerialny w II RP.

## Życiorys
Syn Zygmunta (1833–1915), prawnika, urzędnika, i Ludwiki z Mireckich (zm. 1932). Absolwent V Gimnazjum w Warszawie. Ukończył studia medycyny na Uniwersytecie Warszawskim i Uniwersytecie Jagiellońskim. Uzyskał tytuł doktora medycyny. Został specjalistą ftyzjatrą. Był uczniem dr. Alfreda Sokołowskiego. W 1908 przeprowadził pionierski na terenach polskich zabieg odmy płucnej. Pełnił funkcję ordynatora Szpitala św. Ducha w Warszawie.
W latach 1914–1918 był redaktorem tomów CX-CXIV „Pamiętnika Towarzystwa Lekarskiego Warszawskiego”. Po odzyskaniu przez Polskę niepodległości został urzędnikiem Ministerstwa Zdrowia. Pełnił funkcję p.o. szefa Sekcji I, członka Komisji Kwalifikacyjnej MZP, dyrektora departamentu. W 1924 pełnił funkcję zastępcy Generalnego Dyrektora Służby Zdrowia. Został dyrektorem Biura Sanitariatu Kolejowego Ministerstwa Komunikacji. Był członkiem Państwowej Naczelnej Rady Zdrowia, członkiem zarządu głównego Rodzin Kolejowych, Koła Rodzin Urzędników przy Ministerstwie Komunikacji.

## Ordery i odznaczenia
- Krzyż Komandorski Orderu Odrodzenia Polski (2 maja 1922)[11]
- Złoty Krzyż Zasługi
- Medal Dziesięciolecia Odzyskanej Niepodległości
- Srebrny Medal za Długoletnią Służbę